# Anchoa delicatissima
Anchoa delicatissima е вид лъчеперка от семейство Engraulidae. Видът е незастрашен от изчезване.

## Разпространение
Разпространен е в Мексико и САЩ (Калифорния).